# Chris Heunis
Jan Christiaan Heunis (20 de abril de 1927-27 de enero de 2006) fue un sudafricano afrikáner abogado, político, miembro del Partido Nacional y el ministro en los gobiernos de John Vorster y PW Botha.
Chris Heunis nació en 1927 en cerca de Uniondale en la provincia del Cabo. Después de estudiar en George, continuó sus estudios en derecho y se recibió de abogado en 1951. Al mismo tiempo, siguió una carrera política y se convirtió en jefe del Partido Nacional en el distrito de George y miembro del consejo municipal. En 1959, fue elegido miembro de la Diputación de George.
Heunis fue elegido al parlamento en 1970 y 1974 fue nombrado ministro de Asuntos Indígenas y Turismo en el gobierno de John Vorster. En 1975, fue designado ministro de Asuntos Económicos. En 1979, como parte del gobierno de PW Botha, participó en la preparación de una nueva constitución, y en 1982, fue nombrado ministro de la Reforma Constitucional. En esta función, se puso en marcha el Parlamento Tricameral, dio el derecho a voto a los indios y los coloureds en cámaras separadas del Parlamento de Sudáfrica. Convenció al líder del Partido Laborista de color, Allan Hendrickse, de acuerdo a esta reforma.
Durante este tiempo, tomó parte en la confidencialidad de las entrevistas informales en el Port Elizabeth entre los dos representantes de NP, y dos representantes de la ANC. En septiembre de 1986, se votó por unanimidad Heunis líder de la NP en el provincia del Cabo PW, tomando el relevo del presidente Botha. Sin embargo, su ascensión se detuvo cuando él no fue elegido para el liderazgo, golpeado por 39 votos a Helderberg por el exdiputado NP y embajador de Sudáfrica en Londres, Dennis Worrall.
A principios de 1989, asumió las funciones de Presidente interino durante 100 días, cuando Pieter Botha sufrió una congestión cerebral. Fue uno de los candidatos a la dirección del Partido Nacional, junto con Pik Botha, Barend du Plessis y Frederik de Klerk, pero fue derrotado en la segunda vuelta de las elecciones.
Más tarde, Heunis se retiró de la vida política, no participando en las elecciones de 1989, y regresó a su práctica legal en Somerset West con su hijo Jakkie Heunis. Recibió un doctorado honorario en Filosofía por la Universidad de Stellenbosch, honorario de teniente coronel de la policía, ciudadano de honor de George, decorado con el Gran Cordón de la Orden de la República Popular China, y fue padre de cuatro niños y una niña. Chris Heunis murió en enero de 2006 en Somerset West tras una larga enfermedad.
- Datos: Q1077326